# Медісон (округ, Флорида)
Шаблон:StateAbbr_ 30°27′ пн. ш. 83°28′ зх. д. / 30.45° пн. ш. 83.47° зх. д.
Округ Медісон (англ. Madison County) — округ (графство) у штаті Флорида, США. Ідентифікатор округу 12079.

## Історія
Округ утворений 1827 року.

## Демографія
За даними перепису 2000 року загальне населення округу становило 18733 осіб, зокрема міського населення було 4019, а сільського — 14714. Серед мешканців округу чоловіків було 9710, а жінок — 9023. В окрузі було 6629 домогосподарств, 4683 родин, які мешкали в 7836 будинках. Середній розмір родини становив 3,06.
Віковий розподіл населення поданий у таблиці:
| Стать    | До 15 років | 15-21 | 22-29 | 30-39 | 40-49 | 50-65 | 65-85 | Понад 85 |
| -------- | ----------- | ----- | ----- | ----- | ----- | ----- | ----- | -------- |
| Чоловіки | 1930        | 1131  | 1188  | 1533  | 1340  | 1480  | 1002  | 106      |
| Жінки    | 1826        | 869   | 829   | 1110  | 1284  | 1487  | 1344  | 274      |

## Суміжні округи
- Брукс, Джорджія — північ
- Лоундс, Джорджія — північний схід
- Гамільтон — схід
- Суванні — південний схід
- Лафаєтт — південний схід
- Тейлор — південний захід
- Джефферсон — захід